# السياحة في قطر
السياحة في قطر غالبا ما يعتقد الكثير أن دول الخليج العربي تفتقر للطابعي السياحي ولا تحتوي على أي عنصر من مقومات السياحة، ولكن فعلياً لا ينطبق هذا الكلام على دول الخليج مؤخراً وخصوصاً دولة قطر، فقد أصبحت الدولة رائدة في المنطقة على جميع المجالات والاصعدة، مما جعلها مركز جذب للعديد من السياح والزوار من مختلف أنحاء العالم.

## نبذة عن دولة قطر
دولة قطر هي شبه جزيرة تقع في منتصف الساحل الغربي للخليج العربي، ويتبعها عدد من الجزر أهمها جزر حالول وشراعوه والأسحاط، وغيرها وأيضا هي دولة سريعة التطور من النواحي المعمارية وفنون التصميم والنهضة العملاقة فهاذا سبب لجذب السياح، بالإضافة للعديد من الموّقمات الأخرى، تتكون بعض أراضيها من سطح صخري منبسط مع بعض الهضاب والتلال الكلسية وخصوصاً في منطقة دخان في الغرب ومنطقة جبل فويرط في الشمال ويمتاز هذا السطح بكثرة الأخوار والخلجان والأحواض والمنخفضات التي يطلق عليها (الرياض) وتتواجد في مناطق الشمال والوسط التي تعتبر بدورها من أخصب المواقع التي تكثر فيها النباتات الطبيعية، تبلغ مساحة دولة قطر (11,437) كيلومتراً مربع، وبلغ عدد سكان دولة قطر 2,767,000 نسمة عام 2019م، بحسب احصائية في آخر احصاء الصادره من جهاز التخطيط والأحصاء وبزيادة بنسبة 5% مقارنة مع العام السابق.

## السياحة في دولة قطر
أصبحت دولة قطر الوجهة الأكثر انفتاحاً في المنطقة، كما حلَّت في المرتبة الثامنة عالمياً في قائمة الدول الأكثر انفتاحاً، وذلك وفقاً للمؤشرات الصادرة مؤخراً عن منظمة السياحة العالمية التابعة للأمم المتحدة، في أغسطس 2018، وقد تحقق هذا التقدم بفضل سلسلة التسهيلات التي اعتمدتها دولة قطر فيما يخص سياسة التأشيرات، والتي تمثلت في إعفاء مواطني 88 دولة من تأشيرة الدخول ورسومها، يجذب قطاع السياحة البحرية أكثر من 100,000 زائر سنوياً لدولة قطر، فقد أصبح بإمكان هؤلاء الزوار البدء في استكشاف أجمل أماكن الجذب السياحي في قطر فور وصول بواخرهم. ويتميز الموقع الحيوي لميناء الدوحة بأنه لا تفصله سوى مسافة قصيرة عن معظم المزارات السياحية في المدينة، بما فيها سوق واقف ومتحف الفن الإسلامي وكورنيش الدوحة ومتحف قطر الوطني. وينطلق موسم السياحة البحرية في قطر بداية من شهر أكتوبر وحتى مايو، حيث يجتذب الزوار الراغبين في الاستمتاع بالطقس الشتوي البديع الذي تتميز به قطر وبشمسها الدافئة خلال هذا الفصل، وتمتاز دولة قطر بعديد من أنواع السياحة مثل:

### سياحة ثقافية ودينية
```
فتتمع الدولة بتنوع ثقافي فريد نظراً لتعدد جنسيات المقيمين على ارضها، كما أن ثقافة السكان الاصليين فريدة بشكل يجعل العادات والمطبخ ذات عراقة مما يجذب الكثيرين للاستكشاف، ومن أبرز نقاط السياحة الثقافية هو متحف الفن الإسلامي الذي تم افتتاحه في 2 نوفمبر 2008م تأسس من قبل السيدة فيرا سلومونز التي بادرت بفكرة إبراز الإنجازات الرائعة لشعوب الحضارة الإسلامية وتشجيع تقديرها وفهم الإنجازات الحضارية تنتظر زوّار المتحف رحلة مثيرة إلى حضارة امتدت أكثر من ألف سنة تقتفي هذه الرحلة آثار الفنون الإسلامية منذ بدايتها وحتى نهاية القرن التاسع عشر، وذلك في جميع الأقطار الإسلامية.
```

### السياحة تاريخية

قلعة الوجبة

حيث وقعت الدولة دائماً في موقع استراتيجي مهم جعل منها جزء لا يتجزأ من التاريخ في المنطقة فنجدها تحتوي بذلك على العديد من الاماكن الأثرية التي عادة ما تجذب العديد من السياح، مثل القلاع الحصون المتناثرة في جميع أنحاء الدولة ومن أهم المواقع الأثرية قلعة الكوت، وأبراج زبران، وقلعة الركيات، وقلعة الوجبة وقلعة مروب وغيرها، ويضم متحف متحف قطر الوطني الذي تم افتتاحه في عام 1975م الكثير من اسرار التاريخ المتعلقة بالمنطقة ويتواجد تحديدا في قصر مُرمّم بُني أساسا في بداية القرن العشرين من قِبل الشيخ عبد الله بن جاسم آل ثاني الذي اتخذه مسكناً لعائلته ومقرًا للحكومة خلال 25 عاما تقريبا. بالإضافة إلى القصر الأميري الأصلي، اشتمل متحف قطر الوطني السابق على متحف للدولة، وبحيرة وحوض للسمك عرف بشهرته الواسعة. وقد نال المبنى عام 1980م جائزة آغا خان للترميم وإعادة تأهيل العمارة الإسلامية.

أبراج برزان

### سياحة الطبيعة
تتمع قطر بطبيعة صحراوية تجذب الكثيرين أيضاً، مثل منطقة خور العديد ومنطقة مسعيد وهي تجمع الكثبان الرملية والبحر، وفي هذه المناطق تكثر فيها المغامرات مثل ركوب الكثبان الرملية (الطعوس) والمخيمات الترفيهية وامكانية المبيت فيها وهي مجهزه بكافة الوسائل، كما تعتبر السياحة المائية جزء مهم من هذا النوع وخصوصاً رياضة الزوارق المائية وهي بطولة دولية ومحلية تقيمها دولة قطر وموقعها في الدوحة (الكرونيش) ويقيمها الاتحاد القطري للرياضات البحرية.

### السياحة الرياضية
تستضيف دولة قطر 80 فعالية رياضية وبطولة عالمية سنوياً في العديد من المجالات الرياضية، وقد استطاعت البلاد أن تسطر اسمها في سجلات التاريخ الرياضي باعتبارها أول دولة في الشرق الأوسط تحظى بشرف استضافة بطولة العالم لألعاب القوى (2019)، وبطولة كأس العالم لكرة القدم (2022)، وكذلك بطولات العالم للسباحة “فينا” (2023).

### سياحة المغامرات
ومنها الرياضة البحرية مثل الغوص وركوب السفن البحرية والعديد من رياضات الغوص وأيضا رياضة الطيران بالمركبات الهوائية المجهزه بمحركات ووسائل السلامة ويوجد أيضا في هذا المنطقة منتجع وفندق (سيلين) ومستشفى وخدمات أخرى مثل الدفاع المدني
خور العديد هو مكان ذو جمال فتان معروف للكثيرين بأنه أعجوبة قطر الصحراوية، فمع
حلول النهار يكون أشبه بمنتجع ساحلي على شاطئ إحدى البحيرات، حيث يتقدم البحر عبر
قيعان أرضية مدّيِّة ليشكل ما يعرف بالبحر الداخلي، وهو موجود في بلدين في العالم فقط: ناميبيا
في أفريقيا وقطر، وبحلول الليل يتحول المكان إلى منظر رائع من كثبان الرمال المرتفعة التي تتخذ
أحجاما تكاد لا تصدق، فيما يضفي ضوء القمر والنجوم المتلألئة إحساسا بالأبدية والهدوء الذي فطرت
عليه الأرض.
وعند بزوغ الشمس وأفولها يحظى المشاهد بعرض سحري للألوان يخلب الألباب حيث تتخذ الكثبان
ألوانا تتماوج بين الوردي والأرجواني والذهبي الضارب إلى الحمرة، أما الشواطئ العذراء
والكثبان المهيبة فهي ذات سحر وفتنة لا تقاوم.
يمكن الوصول إلى البحر فقط عن طريق رحلة على نمط رحلات السفاري الصحراوية، وفيها يأخذك
السائقون في السيارات ذات الدفع الرباعي في رحلة مليئة بالمطبات والعوائق لن تشهد لها مثيلا
في حياتك تندفع إلى أعلى مع الكثبان التي ترتفع نحو خمسين مترا وتتابع طريقك نزولا على
الطرف الآخر.
وما إن تصل إلى هناك حتى يكون بمقدورك الغطس في الماء الصافي من أجل سباحة منعشة أو
ربما تحبذ أن تحاول الصعود إلى قمم الكثبان الرملية مشيا على الأقدام. أو ربما عليك أن تحاول
التزلج على الرمال، وهو أمر سهل بمتناول أولئك الذين خبروا التزلج على الثلج، كما أنه هبوط سلس
لأولئك الذين يجربون التزلج لأول مرة.

## وصلات خارجية
- الراية
- متحف الفن الإسلامي
- متحف قطر الوطني